# Charles-Frédéric de Bonnemains
Le vicomte Charles Frédéric de Bonnemains, né le 3 mars 1814 à Paris et mort le 18 décembre 1885 à Paris 8e, est un officier français.

## Biographie
Le vicomte de Bonnemains naît en 1814 dans l'ancien 6e arrondissement de Paris, fils du général de Bonnemains. Il s'engage à l'école spéciale militaire de Saint-Cyr en 1830 et sort en 1832 comme sous-lieutenant avec la promotion du Firmament.
Bonnemains est promu général de brigade le 12 août 1861. Il commande une brigade de la division de cavalerie à Lunéville (1862-1864), puis une subdivision du Cher (1865-1866) et enfin une brigade de la division de cavalerie de la Garde impériale (1867-1869) avant d'être promu général de division le 2 août 1869. Il prend alors le commandement de la division de cavalerie à Lunéville avec laquelle il participe à la guerre franco-prussienne. Il rejoint le 2 août Brumath, dans le secteur commandé par Mac-Mahon. Le général de Bonnemains se distingue particulièrement à la bataille de Frœschwiller-Wœrth (1870) car sa division est au centre du dispositif, entre Reichshoffen et Frœschwiller le 6 août 1870. Sa division rentre à Lunéville le 9 août et repart le 11 août vers Metz, alors que les Prussiens entrent dans Lunéville, mise à sac.
De 1874 à 1878, il est commandant de la 1e division de Cavalerie et de 1874 à 1875 président  de la Commission de Cavalerie. Par la suite, il intègre le corps d'état-major.

## Décorations
- Légion d'honneur :  chevalier (18/02/1844), officier (10/05/1852), commandeur (15/08/1860), grand officier (08/06/1871), grand-croix (13/01/1879) ;
- Commandeur de l'Ordre impérial de Léopold ;
- Commandeur de première classe de l'Ordre de Saint-Stanislas (Russie impériale).

## Généalogie
- Il est fils du général Pierre Bonnemains (1773-1850) et d'Anne de Tilly (1797-1875) ;
- Il épouse en 1846 Aurélie Descombes (1825-1877), dont :
  - Marie-Gabrielle (1848-1922), infirmière de guerre x Élie-Albert, comte de Grailly (1841-?) ;
  - Charles-Marie Pierre (1851-1916), vicomte x 1874 Marguerite Brouzet (1851-1891) ; x 1894 Marie-Blanche Lucas de Missy (1854-1916).